# 朝比奈優彌
朝比奈優彌（1980年9月7日—），日本女性漫畫家，出生於青森縣陸奧市，1998年出道。

## 作品
- 《黃色初戀》（イエローポップ）：集英社發行，單行本全1冊，尖端出版代理台灣中文版
- 《幸福好天氣》（あさって晴れたら）：集英社發行，單行本全1冊，尖端出版代理台灣中文版
- 《讓我們結婚去！》（±ジャンキー）：集英社發行，單行本全1冊，尖端出版代理台灣中文版
- 《愛情鮮橘味》（ストレンジオレンジ）：集英社發行，單行本全3冊，尖端出版代理台灣中文版

## 外部連結
- （日語）FULL COLORS （页面存档备份，存于）（朝比奈優彌官方網站）
- （日語）朝比奈優彌的X（前Twitter）